# Born in the U.S.A.
Born in the U.S.A. – siódmy album studyjny amerykańskiego piosenkarza Bruce’a Springsteena, wydany 4 czerwca 1984 roku. Płyta została przyjęta ciepło przez dziennikarzy oraz słuchaczy (w przeciwieństwie do wcześniejszego albumu Nebraska) ukazując artystę jako eksperymentującego z aranżacjami kompozytora, a także za sprawą „przyjaznych radiu” piosenek. Springsteen przy okazji wydania płyty przedstawił także swoją osobę w innym świetle, jako bardziej wysportowaną gwiazdę rocka, co było wynikiem dwóch lat podnoszenia ciężarów oraz biegania. Dzięki tym wysiłkom i innowacyjnym strategiom album odniósł ogromny sukces komercyjny – był najlepiej sprzedającym się albumem 1985 roku w Stanach Zjednoczonych, a także wyrównał rekord siedmiu singli z jednego wydawnictwa, które uplasowały się w pierwszej dziesiątce Billboard Hot 100 (najwięcej z rockowego albumu w historii). Born in the U.S.A. okazała się najpopularniejszą płytą w karierze muzyka, rozchodząc się w ponad 30 milionach kopii, zajmując 22. miejsce na liście najlepiej sprzedających się płyt w historii na świecie oraz 15. w Stanach Zjednoczonych. Równie duży sukces odniosła dwuletnia trasa koncertowa Springsteena Born in the U.S.A. Tour. Podążając za popularnością, album został określony mianem fenomenu kulturalnego, a tytułowa piosenka jest często nazywana patriotycznym hymnem. Okładka Born in the U.S.A. (zdjęcie przedstawiające zbliżenie tyłu Springsteena na tle amerykańskiej flagi autorstwa Annie Leibovitz) stała się jednym z najbardziej rozpoznawalnych obrazków amerykańskiej popkultury.

## Produkcja
Prace nad albumem trwały ponad dwa lata. Podczas sesji nagraniowych poprzedniej płyty Springsteena Nebraska, w styczniu lub w lutym 1982 roku, powstały dwie piosenki, które włączone zostały do Born in the U.S.A., „Cover Me” i „I'm on Fire”. Następnie, między kwietniem i majem, artysta skomponował i nagrał w The Power Station w Nowym Jorku kilka utworów z myślą o Nebrasce, jednak piosenki wydane zostały na stronie A Born in the U.S.A. (m.in. „Darlington County” oraz „Working on the Highway”). W połowie 1982 roku album był niemal w całości gotowy, jeszcze na trzy miesiące przed ukazaniem się Nebraski. W maju 1983 roku Bruce nagrał w The Hit Factory kolejną piosenkę, „My Hometown”, a pod koniec roku powstały ostatnie dwa utwory, „No Surrender” i „Bobby Jean”. Ostatecznie Springsteen stworzył jeszcze jedną piosenkę, „Dancing in the Dark”. Producent i menedżer artysty Jon Landau był bowiem usatysfakcjonowany dotychczasowym materiałem, ale chciał, aby pierwszy singel odniósł duży sukces, był świeży i odzwierciedlał myśli Bruce’a. Wywołało to spór między nimi, po którym Springsteen zdecydował się napisać „Dancing in the Dark”. Jego rozdrażnienie kłótnią oraz chęć jak najszybszego ukończenia prac nad albumem znalazły swe ujście w piosence.

## Promocja i sukces
Pierwszym singlem promującym Born in the U.S.A. był „Dancing in the Dark”, wydany 4 maja 1984 roku. Piosenka zaskoczyła krytyków oraz publiczność, gdyż członkowie E Street Band po raz pierwszy w swej twórczości użyli syntezatorów. Chwytliwe tempo, riffy, synkopa, a także słynny teledysk nakręcony przez Briana De Palmę (w którym Springsteen wyciąga na scenę krótkowłosą Courteney Cox, i który stał się symbolem MTV) sprawiły, że utwór został entuzjastycznie przyjęty przez odbiorców. Było to szczególne ze względu na to, iż w Stanach Zjednoczonych panowała ówcześnie moda na muzykę popularną, a piosenki z Thrillera Michaela Jacksona były w czołówkach list przebojów. „Dancing in the Dark” szybko wspięła się na miejsce 2. Billboard Hot 100, a także była w pierwszych dziesiątkach zestawień w innych krajach. Tydzień później, 7 lipca, Born in the U.S.A. uplasował się na szczycie Billboard 200, na którym pozostał przez trzy tygodnie. Na pozycję 1. album powrócił 19 stycznia 1985 roku i utrzymał się na niej kolejne trzy tygodnie.
Pod koniec lipca wydany został kolejny singel, „Cover Me”, który zajął miejsce 7. Hot 100 w październiku. Następny singel, którym był tytułowy utwór „Born in the U.S.A.” poruszający temat wojny w Wietnamie, stał się jedną z najbardziej rozpoznawalnych piosenek Springsteena. Styl utworu, a także wideoklip (ukazujący falujące na wietrze amerykańskie flagi oraz amerykańską społeczność) wywołały dyskusję na temat jego znaczenia. Springsteen został nazwany przez Prezydenta Ronalda Reagana wielkim patriotą (Reagan użył „Born in the U.S.A.” w swojej kampanii wyborczej). Piosenka uplasowała się na 9. pozycji w Stanach Zjednoczonych w styczniu 1985 roku, a w maju kolejny singel, „I'm on Fire”, zajął 6. miejsce na tej samej liście. Utwór ten również stał się hitem, a autorem jego teledysku był John Sayles (Springsteen wcielał się w nim w rolę mechanika samochodowego). W czerwcu jako singel wydany został „Glory Days”, do którego także nakręcono wideoklip, i który uplasował się na pozycji 5. w sierpniu. Dwa ostatnie single „I’m Goin’ Down” oraz „My Hometown” ukazały się we wrześniu i w listopadzie 1985 roku. Zdołały one, mimo braku teledysków oraz mniejszej promocji, powtórzyć sukces wcześniejszych utworów, osiągając miejsca 9. i 6. na Hot 100.
Między majem 1984 roku a marcem 1986 roku Springsteen był niemal stale obecny ze swoimi piosenkami na Billboard Hot 100. Wszystkie siedem singli miało szeroką promocję, osiągnęły dobrą sprzedaż oraz były często emitowane na antenach stacji radiowych, a do czterech z nich nakręcono teledyski. Z tak silnym wsparciem Born in the U.S.A. wyrównał rekord siedmiu singli w pierwszej dziesiątce listy przebojów. Album pozostawał w czołowej dziesiątce Billboard 200 przez 84 nieprzerwane tygodnie, w tym przez cały rok kalendarzowy 1985, a w sumie spędził w zestawieniu 139 tygodni. Miesiąc po wydaniu albumu, 8 lipca 1984 roku, pokrył się on platyną przyznaną przez RIAA. Kolejne certyfikaty przyznawane były przez cały rok, aż 1 listopada 1985 (jeszcze przed wydaniem finałowego singla) Born in the U.S.A. otrzymała status diamentowej płyty w Stanach Zjednoczonych, rozchodząc się w ponad 10.000.000 kopii. 19 kwietnia 1995 roku album uzyskał status piętnastokrotnej platyny, sprzedając się w samych Stanach Zjednoczonych w ponad 15.000.000 egzemplarzy. Na całym świecie płyta rozeszła się w ponad 30.000.000 kopii. W sumie album zajmuje 22. miejsce na liście najlepiej sprzedających się płyt w historii na świecie, a także 15. w Stanach Zjednoczonych.

## Odbiór
Born in the U.S.A. zebrał pozytywne opinie krytyków oraz został wybrany najlepszym albumem roku przez gazetę The Village Voice. W 1989 roku magazyn muzyczny Rolling Stone umieścił płytę na miejscu 6. zestawienia najlepszych albumów lat 80. W 2003 album został sklasyfikowany na 85. miejscu listy 500 albumów wszech czasów magazynu Rolling Stone.
W 2004 roku Senator John Kerry użył piosenki „No Surrender” jako tytułowego utworu w swojej prezydenckiej kampanii wyborczej. Springsteen wykonał ją podczas kilku wystąpień Kerry’ego.

## Lista utworów
Autorem wszystkich piosenek jest Bruce Springsteen.
Strona pierwsza
1. „Born in the U.S.A.” – 4:39
2. „Cover Me” – 3:27
3. „Darlington County” – 4:48
4. „Working on the Highway” – 3:11
5. „Downbound Train” – 3:35
6. „I'm on Fire” – 2:37

Strona druga
1. „No Surrender” – 4:00
2. „Bobby Jean” – 3:46
3. „I'm Goin' Down” – 3:29
4. „Glory Days” – 4:15
5. „Dancing in the Dark” – 4:00
6. „My Hometown” – 4:34

## Pozycje na listach

### Album
| Rok  | Lista                                     | Pozycja       |
| ---- | ----------------------------------------- | ------------- |
| 1984 | Billboard 200                             | 1 (7 tygodni) |
| 1984 | Australian Kent Music Report Albums Chart | 1 (8 tygodni) |
| 1985 | UK Albums Chart                           | 1 (5 tygodni) |

### Piosenki
| Rok                    | Tytuł                 | Najwyższa pozycja | Najwyższa pozycja      | Najwyższa pozycja  | Najwyższa pozycja |
| Rok                    | Tytuł                 | Billboard Hot 100 | Mainstream Rock Tracks | Adult Contemporary | Hot Dance Play    |
| Single                 | Single                | Single            | Single                 | Single             | Single            |
| ---------------------- | --------------------- | ----------------- | ---------------------- | ------------------ | ----------------- |
| 1984                   | „Dancing in the Dark” | 2                 | 1                      | -                  | 7                 |
| 1984                   | „Cover Me”            | 7                 | 3                      | -                  | 11                |
| 1984                   | „Born in the U.S.A.”  | 9                 | 8                      | -                  | -                 |
| 1985                   | „I'm on Fire”         | 6                 | 4                      | 6                  | -                 |
| 1985                   | „Glory Days”          | 5                 | 3                      | -                  | -                 |
| 1985                   | „I'm Goin' Down”      | 9                 | 9                      | -                  | -                 |
| 1985                   | „My Hometown”         | 6                 | 6                      | 1                  | -                 |
| Inne piosenki z albumu |                       |                   |                        |                    |                   |
| 1984                   | „No Surrender”        | -                 | 29                     | -                  | -                 |
| 1984                   | „Bobby Jean”          | -                 | 36                     | -                  | -                 |

### Trajektoria albumu naBillboard200
| Trajektoria albumu na Billboard 200 | Trajektoria albumu na Billboard 200 | Trajektoria albumu na Billboard 200 | Trajektoria albumu na Billboard 200 | Trajektoria albumu na Billboard 200 | Trajektoria albumu na Billboard 200 | Trajektoria albumu na Billboard 200 | Trajektoria albumu na Billboard 200 | Trajektoria albumu na Billboard 200 | Trajektoria albumu na Billboard 200 | Trajektoria albumu na Billboard 200 | Trajektoria albumu na Billboard 200 | Trajektoria albumu na Billboard 200 | Trajektoria albumu na Billboard 200 | Trajektoria albumu na Billboard 200 | Trajektoria albumu na Billboard 200 | Trajektoria albumu na Billboard 200 | Trajektoria albumu na Billboard 200 | Trajektoria albumu na Billboard 200 | Trajektoria albumu na Billboard 200 | Trajektoria albumu na Billboard 200 | Trajektoria albumu na Billboard 200 | Trajektoria albumu na Billboard 200 | Trajektoria albumu na Billboard 200 | Trajektoria albumu na Billboard 200 | Trajektoria albumu na Billboard 200 | Trajektoria albumu na Billboard 200 | Trajektoria albumu na Billboard 200 | Trajektoria albumu na Billboard 200 | Trajektoria albumu na Billboard 200 | Trajektoria albumu na Billboard 200 |
| Tydzień                             | 01                                  | 02                                  | 03                                  | 04                                  | 05                                  | 06                                  | 07                                  | 08                                  | 09                                  | 10                                  | 11                                  | 12                                  | 13                                  | 14                                  | 15                                  | 16                                  | 17                                  | 18                                  | 19                                  | 20                                  | 21                                  | 22                                  | 23                                  | 24                                  | 25                                  | 26                                  | 27                                  | 28                                  | 29                                  | 30                                  |
| ----------------------------------- | ----------------------------------- | ----------------------------------- | ----------------------------------- | ----------------------------------- | ----------------------------------- | ----------------------------------- | ----------------------------------- | ----------------------------------- | ----------------------------------- | ----------------------------------- | ----------------------------------- | ----------------------------------- | ----------------------------------- | ----------------------------------- | ----------------------------------- | ----------------------------------- | ----------------------------------- | ----------------------------------- | ----------------------------------- | ----------------------------------- | ----------------------------------- | ----------------------------------- | ----------------------------------- | ----------------------------------- | ----------------------------------- | ----------------------------------- | ----------------------------------- | ----------------------------------- | ----------------------------------- | ----------------------------------- |
| Pozycja                             | 9                                   | 3                                   | 1                                   | 1                                   | 1                                   | 1                                   | 2                                   | 3                                   | 2                                   | 3                                   | 2                                   | 2                                   | 2                                   | 2                                   | 2                                   | 2                                   | 2                                   | 2                                   | 2                                   | 2                                   | 2                                   | 2                                   | 2                                   | 2                                   | 2                                   | 2                                   | 2                                   | 2                                   | 3                                   | 2                                   |

| Trajektoria albumu na Billboard 200 | Trajektoria albumu na Billboard 200 | Trajektoria albumu na Billboard 200 | Trajektoria albumu na Billboard 200 | Trajektoria albumu na Billboard 200 | Trajektoria albumu na Billboard 200 | Trajektoria albumu na Billboard 200 | Trajektoria albumu na Billboard 200 | Trajektoria albumu na Billboard 200 | Trajektoria albumu na Billboard 200 | Trajektoria albumu na Billboard 200 | Trajektoria albumu na Billboard 200 | Trajektoria albumu na Billboard 200 | Trajektoria albumu na Billboard 200 | Trajektoria albumu na Billboard 200 | Trajektoria albumu na Billboard 200 | Trajektoria albumu na Billboard 200 | Trajektoria albumu na Billboard 200 | Trajektoria albumu na Billboard 200 | Trajektoria albumu na Billboard 200 | Trajektoria albumu na Billboard 200 | Trajektoria albumu na Billboard 200 | Trajektoria albumu na Billboard 200 | Trajektoria albumu na Billboard 200 | Trajektoria albumu na Billboard 200 | Trajektoria albumu na Billboard 200 | Trajektoria albumu na Billboard 200 | Trajektoria albumu na Billboard 200 | Trajektoria albumu na Billboard 200 | Trajektoria albumu na Billboard 200 | Trajektoria albumu na Billboard 200 |
| Tydzień                             | 31                                  | 32                                  | 33                                  | 34                                  | 35                                  | 36                                  | 37                                  | 38                                  | 39                                  | 40                                  | 41                                  | 42                                  | 43                                  | 44                                  | 45                                  | 46                                  | 47                                  | 48                                  | 49                                  | 50                                  | 51                                  | 52                                  | 53                                  | 54                                  | 55                                  | 56                                  | 57                                  | 58                                  | 59                                  | 60                                  |
| ----------------------------------- | ----------------------------------- | ----------------------------------- | ----------------------------------- | ----------------------------------- | ----------------------------------- | ----------------------------------- | ----------------------------------- | ----------------------------------- | ----------------------------------- | ----------------------------------- | ----------------------------------- | ----------------------------------- | ----------------------------------- | ----------------------------------- | ----------------------------------- | ----------------------------------- | ----------------------------------- | ----------------------------------- | ----------------------------------- | ----------------------------------- | ----------------------------------- | ----------------------------------- | ----------------------------------- | ----------------------------------- | ----------------------------------- | ----------------------------------- | ----------------------------------- | ----------------------------------- | ----------------------------------- | ----------------------------------- |
| Pozycja                             | 1                                   | 1                                   | 1                                   | 2                                   | 2                                   | 3                                   | 3                                   | 4                                   | 3                                   | 3                                   | 3                                   | 3                                   | 3                                   | 2                                   | 3                                   | 3                                   | 3                                   | 4                                   | 4                                   | 3                                   | 4                                   | 5                                   | 5                                   | 5                                   | 6                                   | 6                                   | 5                                   | 4                                   | 4                                   | 5                                   |

| Trajektoria albumu na Billboard 200 | Trajektoria albumu na Billboard 200 | Trajektoria albumu na Billboard 200 | Trajektoria albumu na Billboard 200 | Trajektoria albumu na Billboard 200 | Trajektoria albumu na Billboard 200 | Trajektoria albumu na Billboard 200 | Trajektoria albumu na Billboard 200 | Trajektoria albumu na Billboard 200 | Trajektoria albumu na Billboard 200 | Trajektoria albumu na Billboard 200 | Trajektoria albumu na Billboard 200 | Trajektoria albumu na Billboard 200 | Trajektoria albumu na Billboard 200 | Trajektoria albumu na Billboard 200 | Trajektoria albumu na Billboard 200 | Trajektoria albumu na Billboard 200 | Trajektoria albumu na Billboard 200 | Trajektoria albumu na Billboard 200 | Trajektoria albumu na Billboard 200 | Trajektoria albumu na Billboard 200 | Trajektoria albumu na Billboard 200 | Trajektoria albumu na Billboard 200 | Trajektoria albumu na Billboard 200 | Trajektoria albumu na Billboard 200 | Trajektoria albumu na Billboard 200 | Trajektoria albumu na Billboard 200 | Trajektoria albumu na Billboard 200 | Trajektoria albumu na Billboard 200 | Trajektoria albumu na Billboard 200 | Trajektoria albumu na Billboard 200 |
| Tydzień                             | 61                                  | 62                                  | 63                                  | 64                                  | 65                                  | 66                                  | 67                                  | 68                                  | 69                                  | 70                                  | 71                                  | 72                                  | 73                                  | 74                                  | 75                                  | 76                                  | 77                                  | 78                                  | 79                                  | 80                                  | 81                                  | 82                                  | 83                                  | 84                                  | 85                                  | 86                                  | 87                                  | 88                                  | 89                                  | 90                                  |
| ----------------------------------- | ----------------------------------- | ----------------------------------- | ----------------------------------- | ----------------------------------- | ----------------------------------- | ----------------------------------- | ----------------------------------- | ----------------------------------- | ----------------------------------- | ----------------------------------- | ----------------------------------- | ----------------------------------- | ----------------------------------- | ----------------------------------- | ----------------------------------- | ----------------------------------- | ----------------------------------- | ----------------------------------- | ----------------------------------- | ----------------------------------- | ----------------------------------- | ----------------------------------- | ----------------------------------- | ----------------------------------- | ----------------------------------- | ----------------------------------- | ----------------------------------- | ----------------------------------- | ----------------------------------- | ----------------------------------- |
| Pozycja                             | 5                                   | 6                                   | 5                                   | 5                                   | 5                                   | 4                                   | 4                                   | 4                                   | 5                                   | 5                                   | 7                                   | 9                                   | 9                                   | 9                                   | 9                                   | 10                                  | 9                                   | 8                                   | 8                                   | 8                                   | 8                                   | 8                                   | 8                                   | 10                                  | 11                                  | 15                                  | 15                                  | 15                                  | 15                                  | 15                                  |

| Trajektoria albumu na Billboard 200 | Trajektoria albumu na Billboard 200 | Trajektoria albumu na Billboard 200 | Trajektoria albumu na Billboard 200 | Trajektoria albumu na Billboard 200 | Trajektoria albumu na Billboard 200 | Trajektoria albumu na Billboard 200 | Trajektoria albumu na Billboard 200 | Trajektoria albumu na Billboard 200 | Trajektoria albumu na Billboard 200 | Trajektoria albumu na Billboard 200 | Trajektoria albumu na Billboard 200 | Trajektoria albumu na Billboard 200 | Trajektoria albumu na Billboard 200 | Trajektoria albumu na Billboard 200 | Trajektoria albumu na Billboard 200 | Trajektoria albumu na Billboard 200 | Trajektoria albumu na Billboard 200 | Trajektoria albumu na Billboard 200 | Trajektoria albumu na Billboard 200 | Trajektoria albumu na Billboard 200 | Trajektoria albumu na Billboard 200 | Trajektoria albumu na Billboard 200 | Trajektoria albumu na Billboard 200 | Trajektoria albumu na Billboard 200 | Trajektoria albumu na Billboard 200 | Trajektoria albumu na Billboard 200 |
| Tydzień                             | 91                                  | 92                                  | 93                                  | 94                                  | 95                                  | 96                                  | 97                                  | 98                                  | 99                                  | 100                                 | 101                                 | 102                                 | 103                                 | 104                                 | 105                                 | 106                                 | 107                                 | 108                                 | 109                                 | 110                                 | 111                                 | 112                                 | 113                                 | 114                                 | 115                                 | 116                                 |
| ----------------------------------- | ----------------------------------- | ----------------------------------- | ----------------------------------- | ----------------------------------- | ----------------------------------- | ----------------------------------- | ----------------------------------- | ----------------------------------- | ----------------------------------- | ----------------------------------- | ----------------------------------- | ----------------------------------- | ----------------------------------- | ----------------------------------- | ----------------------------------- | ----------------------------------- | ----------------------------------- | ----------------------------------- | ----------------------------------- | ----------------------------------- | ----------------------------------- | ----------------------------------- | ----------------------------------- | ----------------------------------- | ----------------------------------- | ----------------------------------- |
| Pozycja                             | 19                                  | 21                                  | 24                                  | 29                                  | 29                                  | 35                                  | 41                                  | 44                                  | 48                                  | 56                                  | 59                                  | 65                                  | 73                                  | 70                                  | 85                                  | 95                                  | 93                                  | 93                                  | 111                                 | 119                                 | 115                                 | 123                                 | 132                                 | 130                                 | 134                                 | 136                                 |

| Trajektoria albumu na Billboard 200 | Trajektoria albumu na Billboard 200 | Trajektoria albumu na Billboard 200 | Trajektoria albumu na Billboard 200 | Trajektoria albumu na Billboard 200 | Trajektoria albumu na Billboard 200 | Trajektoria albumu na Billboard 200 | Trajektoria albumu na Billboard 200 | Trajektoria albumu na Billboard 200 | Trajektoria albumu na Billboard 200 | Trajektoria albumu na Billboard 200 | Trajektoria albumu na Billboard 200 | Trajektoria albumu na Billboard 200 | Trajektoria albumu na Billboard 200 | Trajektoria albumu na Billboard 200 | Trajektoria albumu na Billboard 200 | Trajektoria albumu na Billboard 200 | Trajektoria albumu na Billboard 200 | Trajektoria albumu na Billboard 200 | Trajektoria albumu na Billboard 200 | Trajektoria albumu na Billboard 200 | Trajektoria albumu na Billboard 200 | Trajektoria albumu na Billboard 200 | Trajektoria albumu na Billboard 200 |
| Tydzień                             | 117                                 | 118                                 | 119                                 | 120                                 | 121                                 | 122                                 | 123                                 | 124                                 | 125                                 | 126                                 | 127                                 | 128                                 | 129                                 | 130                                 | 131                                 | 132                                 | 133                                 | 134                                 | 135                                 | 136                                 | 137                                 | 138                                 | 139                                 |
| ----------------------------------- | ----------------------------------- | ----------------------------------- | ----------------------------------- | ----------------------------------- | ----------------------------------- | ----------------------------------- | ----------------------------------- | ----------------------------------- | ----------------------------------- | ----------------------------------- | ----------------------------------- | ----------------------------------- | ----------------------------------- | ----------------------------------- | ----------------------------------- | ----------------------------------- | ----------------------------------- | ----------------------------------- | ----------------------------------- | ----------------------------------- | ----------------------------------- | ----------------------------------- | ----------------------------------- |
| Pozycja                             | 149                                 | 154                                 | 150                                 | 162                                 | 155                                 | 149                                 | 167                                 | 171                                 | 168                                 | 174                                 | 174                                 | 190                                 | 171                                 | 144                                 | 141                                 | 129                                 | 129                                 | 127                                 | 123                                 | 127                                 | 127                                 | 155                                 | 157                                 |

## Certyfikaty
| Organizacja | Data                 | Certyfikat  |
| ----------- | -------------------- | ----------- |
| RIAA        | 8 lipca 1984         | Złoto       |
| RIAA        | 8 lipca 1984         | Platyna     |
| RIAA        | 19 października 1984 | 3x Platyna  |
| RIAA        | 6 maja 1985          | 6x Platyna  |
| RIAA        | 7 sierpnia 1985      | 7x Platyna  |
| RIAA        | 11 września 1985     | 8x Platyna  |
| RIAA        | 1 listopada 1985     | 10x Platyna |
| RIAA        | 9 sierpnia 1989      | 11x Platyna |
| RIAA        | 12 marca 1990        | 12x Platyna |
| RIAA        | 17 października 1994 | 14x Platyna |
| RIAA        | 19 kwietnia 1995     | 15x Platyna |

## Personel
The E Street Band
- Roy Bittan – pianino, syntezator
- Clarence Clemons – saksofon, instrumenty perkusyjne
- Danny Federici – organy, dzwonki, pianino w „Born in the U.S.A.”
- Bruce Springsteen – gitara, główny wokal, gitara akustyczna
- Garry Tallent – gitara basowa
- Steven Van Zandt (Little Steven) – gitara rytmiczna, mandolina
- Max Weinberg – bębny

Pozostali muzycy
- Richie „La Bamba” Rosenberg – poboczny wokal w „Cover Me” i „No Surrender”
- Ruth Davis – poboczny wokal w „My Hometown”